# Cal Morró
Cal Morró és una obra de Caldes de Montbui (Vallès Oriental) protegida com a bé cultural d'interès local.

## Descripció
És un edifici unifamiliar entre mitgeres fent cantonada. Consta de planta baixa i dos pisos en el carrer del Forn, i planta baixa, dos pisos i golfes en el carrer Agulló. La coberta és inclinada excepte una petita part que és plana i transitable. L'estructura de l'edifici és de gruixudes parets de càrrega i forjats unidireccionals de bigues i biguetes de fusta.
A la façana del carrer del Forn hi ha un aparador d'una farmàcia a la planta baixa, dues finestres gòtiques a la primera planta i tres finestres a la segona planta. Per aquest costat, la façana està rematada per un ràfec i un caneló ceràmic. A la banda del carrer Agulló les obertures estan disposades sense cap ordre. A l'interior de l'edifici, a la planta baixa, es conserven tres arcades d'uns 50 o 60 centímetres de gruix i formades per grosses dovelles.